# Ricardo Almeida
Ricardo Almeida (ur. 29 listopada 1976 w Nowym Jorku) – amerykański zawodnik mieszanych sztuk walki (MMA) oraz grappler w latach 2000-2013 brazylijskiego pochodzenia. Król Pancrase z 2003. Trzykrotny medalista Mistrzostw Świata ADCC w submission fightingu oraz trzykrotny Mistrz Świata organizacji IBJJF w brazylijskim jiu-jitsu (czarny pas, IV dan).

## Kariera sportowa
Almeida jest utytułowanym grapplerem. W swojej karierze wygrywał dwukrotnie Mistrzostwa Świata CBJJ (1996, 1997) oraz raz Mistrzostwa IBJJF (2013). W latach 1999–2001 trzykrotnie stawał na podium prestiżowych Mistrzostw Świata ADCC - dwa brązowe krążki w kat. -99 kg i kategorii absolutnej (1999, 2000) oraz srebro w kat. -99 kg (2001). Jest również dwukrotnym złotym medalistą Mistrzostw Panamerykańskich IBJJF z 2012.
Podczas kariery grapplera, rywalizował również w zawodowym MMA. W przeciągu całej swojej kariery (2000-2011) był związany wyłącznie z największymi organizacjami na świecie PRIDE Fighting Championships, Ultimate Fighting Championship oraz Pancrase - w tym ostatnim był mistrzem w wadze średniej (2003). Wygrywał ówcześnie z takimi zawodnikami jak Ikuhisa Minowa, Kazuo Misaki, Nate Marquardt, Ryō Chōnan czy Matt Horwich, a notował porażki z Mattem Lindlandem, Andriejem Siemionowem czy Mattem Hughesem. Po przegranej z Mikiem Pyle’em, w marcu 2011 na UFC 128, postanowił zakończyć karierę zawodnika MMA.

## Osiągnięcia

### Mieszane sztuki walki
- 2003-2004: Król Pancrase w wadze średniej

### Grappling
- International Brazilian Jiu-Jitsu Federation
  - 1996: Mistrzostwa Świata CBJJ - 1. miejsce w wadze średniej oraz 3. miejsce w kat. otwartej, purpurowe pasy
  - 1997: Mistrzostwa Świata CBJJ - 1. miejsce w wadze ciężkiej, brązowe pasy
  - 1999: Mistrzostwa Panamerykańskie CBJJ - 1. miejsce w wadze ciężkiej, brązowe pasy
  - 2012: Mistrzostwa Panamerykańskie IBJJF No-Gi - 1. miejsce wa wadze ciężkiej oraz 1. miejsce w kat. otwartej, czarne pasy
  - 2013: Mistrzostwa Świata IBJJF No-Gi - 1. miejsce wa wadze półciężkiej, czarne pasy, mistrzowie

- Abu Dhabi Combat Club
  - 1999: Mistrzostwa Świata ADCC - 3. miejsce w kat. -99 kg
  - 2000: Mistrzostwa Świata ADCC - 3. miejsce w kat. absolutnej
  - 2001: Mistrzostwa Świata ADCC - 2. miejsce w kat. -99 kg